# カップリング・ベスト (MUCCのアルバム)
『カップリング・ベスト』は、MUCCのベストアルバム。2009年8月12日にユニバーサルミュージックから発売された。

## 概要
シングル「最終列車」期以降の主にシングルのカップリング楽曲をリマスタリング収録している他、未発表音源も収録されている。

## 収録曲
1. チェインリング
（作詞：逹瑯/作曲：SATOち）
  - 18thシングル「ファズ」に収録。
2. どしゃぶりの勝者
（作詞・作曲：ミヤ）
  - 14thシングル「謡声（ウタゴエ）」に収録。
3. 遮断
（作詞・作曲：ミヤ）
  - アルバム『鵬翼』の通常盤初回プレスに付属していたボーナスCDに収録。
4. 青い森
（作詞：ミヤ/作曲：SATOち, ミヤ）
  - 19thシングル「アゲハ」初回限定盤に収録。
5. 燈映
（作詞：ミヤ/作曲：逹瑯、ミヤ）
  - 16thシングル「リブラ」に収録。
6. メディアの銃声
（作詞：逹瑯/作曲：SATOち）
  - 12thシングル「ガーベラ」に収録。2017年発売の『殺シノ調べII This is NOT Greatest Hits』にて再録されている。
7. コンクリート082
（作詞・作曲：ミヤ）
  - 19thシングル「アゲハ」通常盤に収録。
8. 悲しい話
（作詞・作曲：ミヤ）
  - 17thシングル「フライト」に収録。
9. カナリア
（作詞・作曲：ミヤ）
  - 20thシングル「空と糸」通常盤に収録。
10. 白日
（作詞：ミヤ/作曲：SATOち、ミヤ）
  - 12thシングル「ガーベラ」通常盤に収録。
11. 僕等の影
（作詞・作曲：逹瑯）
  - 13thシングル「流星」に収録。
12. 心色
（作詞・作曲：YUKKE）
  - 15thシングル「ホリゾント」に収録。
13. 気化熱
（作詞：逹瑯/作曲：SATOち）
  - 15thシングル「空と糸」初回限定盤に収録。
14. ガーベラ-surf ver.-
（作詞：逹瑯/作曲：ミヤ）
  - アルバム『極彩』のボーナストラックに収録。「ガーベラ」をサーフロック風にアレンジしたもの。
15. 茜空
（作詞：ミヤ/作曲：SATOち）
  - 11thシングル「最終列車」に収録。
16. 最終列車 〜70'S ver.〜
（作詞：逹瑯/作曲：ミヤ）
  - アルバム『鵬翼』の通常盤初回プレスに付属していたボーナスCDに収録。「最終列車」のアコースティックバージョン。
17. G.M.C
（作詞・作曲：ミヤ）
  - アルバム『極彩』の通常盤初回プレスに付属していたボーナスCDに収録。歌詞はカードに記載されていない。
18. Libra feat.Candle
（作詞：逹瑯/作曲：ミヤ）
  - 新録。「リブラ」をCandleとフィーチャリングし、打ち込みアレンジしたもの。